# Real Love (Mary J. Blige)
Real Love è un brano musicale R&B della cantante statunitense Mary J. Blige, scritto e prodotto da Mark C. Rooney e Mark Morales per l'album di debutto dell cantante, What's the 411?. Il brano è composto su un campionamento di Top Billin' degli Audio Two ed è stato pubblicato nell'estate del 1992 come secondo singolo tratto dall'album, ed ha riscosso molto successo sia nelle classifiche R&B che in quelle pop, dove è arrivato rispettivamente alla prima e settima posizione. Inoltre il singolo è stato certificato disco d'oro dalla RIAA con oltre 500 000 copie vendute.

## Video
Il video clip del singolo è stato diretto da Marcus Raboy e, come la maggior parte dei video R&B e Hip-Hop dei primi anni 1990, è ambientato in uno scenario urbano, tra gli angoli e le vie di palazzi. Diverse sequenze mostrano l cantante con numerosi ballerini mentre eseguono delle coreografie hip-hop con un abbigliamento da baseball (visiere, ginocchiere, maglie oversize). In una sequenza indossano la divisa dei Giants. Vengono alternate riprese di coppie in intimità nel buio dei vicoli e della cantante che esegue il brano dentro un ascensore in salita. In un'altra scena Blige, in lingerie bianca, esegue la canzone in una stanza da letto illuminata. Il look della cantante in questo video è quello tipico della Fly girl ostentato dalla maggior parte delle artiste R&B di quegli anni, ovvero uno stile da maschiaccio che veste abiti hip-hop oversize, con alcuni elementi che però evidenziano la femminilità e la sensualità.

## Riconoscimenti
Il video ha ricevuto due nomination ai MTV Video Music Awards del 1993, nelle categorie "Miglior Video R&B" e "Miglior Coreografia in un Video".
Il canale musicale VH1 ha posizionato la canzone al numero 8 nella lista delle 40 Migliori Canzoni R&B degli anni '90. Blige è presente nella lista anche con un'altra canzone, Not Gon' Cry, al numero 16.
La webzine Pitchfork ha inserito la canzone alla posizione numero 65 nella classifica delle 200 Migliori Tracce degli anni 1990, definendolo il "brano più elettrizzante della cantante". Paul Thompson, che ha recensito il brano per la classifica, ha affermato: "Una confluenza di campionamenti tra cui Top Billin' degli Audio Two alla batteria fornisce a Mary una scossa New Jack opportunatamente incessante, su cui [la cantante] implora, canta a squarciagola, mette in guardia se stessa e ne esce fuori, con la sua voce che mescola desiderio e fustigazione a testa alta. Una canzone straordinariamente sicura di sé riguardo al non essere abbastanza sicuri di quello che avverrà."

## Ricezione
Il singolo è stato il primo grande successo della cantante, essendo diventato il suo primo brano ad entrare nella top10 della Billboard Hot 100. Il brano è entrato nella top10 statunitense durante la settimana del 21 novembre 1992 alla posizione numero 9, per poi arrivare alla sua posizione più alta due settimane successive, alla numero 7. Il singolo è rimasto nella Hot 100 per ben 31 settimane e ha venduto oltre 500 000 copie ottenendo così il disco d'oro. Nella Hot R&B/Hip-Hop Songs il successo è stato perfino maggiore, essendo stato il secondo singolo consecutivo dell'artista a raggiungere la prima posizione, dove è rimasto per due settimane consecutive. Il singolo è arrivato anche al numero 1 della Billboard Rhythmic Top 40.
Real love è stato il secondo singolo della cantante ad entrare nella classifica britannica, dove è arrivato alla posizione numero 26, superando il singolo Reminisce (n. 31).

## Classifiche
| Classifica (1992/1993)                            | Posizione |
| ------------------------------------------------- | --------- |
| Regno unito                                       | 26        |
| U.S. Billboard Hot 100                            | 7         |
| U.S. Billboard R&B Singles                        | 1         |
| U.S. Billboard Top 40 Mainstream                  | 8         |
| U.S. Billboard Hot Dance Club Play                | 36        |
| U.S. Billboard Rhythmic Top 40                    | 1         |
| U.S. Billboard Hot Dance Music/Maxi-Singles Sales | 5         |